# Chryse Planitia
Chryse Planitia (nombre greco-latino que significa Planicies de oro) es una suave planicie circular en la región ecuatorial norte del planeta Marte, cercana a la región de Tharsis. Posee un diámetro de 1600 km, con su superficie hundida 2,5 km por debajo de la superficie media del planeta, por lo cual se considera un antiguo cráter de impacto, ya que posee muchas características propias de los mares lunares, como crestas sinuosas. La densidad de los cráteres de impacto en el intervalo entre 100 y 2000 m es cercana a la mitad del valor medio en los mares lunares.

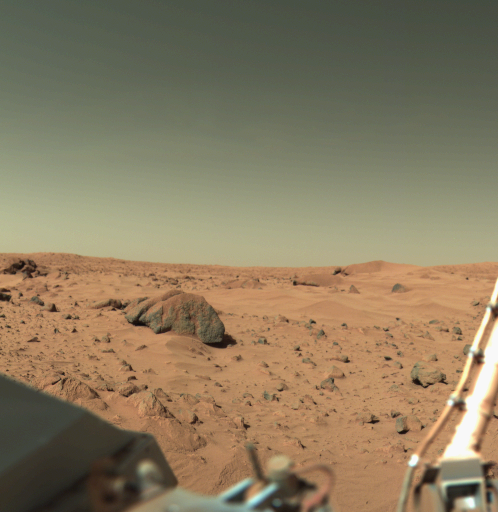
Imagen de Chryse Planitia tomada por la sonda Viking 1 en el lugar de amartizaje. Los científicos de la misión pusieron el nombre de Big Joe («Gran Joe») a la roca que se aprecia en la imagen.

Chryse Planitia muestra evidencias de erosión acuática en el pasado, y es el fondo final de muchos canales procedentes de las alturas del sur, así como de Valles Marineris y de los flancos del abultamiento de Tharsis. Hay teorías que consideran la cuenca de Chryse como un gran lago u océano durante el Hespérico o el Amazónico temprano, puesto que todos los largos canales que desembocan en él terminan en la misma altitud, en la cual algunas características de la superficie sugieren la posible presencia de una antigua línea de costa. Chryse se abre hacia la cuenca polar septentrional, de forma que si existió un océano en dicha región, Chryse habría sido una gran bahía.
La sonda Viking 1 amartizó en Chryse Planitia, pero el lugar donde se posó no se hallaba cerca de los canales de salida, ni tampoco se hallaron rasgos fluviales visibles. La sonda Mars Pathfinder amartizó en Ares Vallis, al final de uno de los canales de salida que finalizan en Chryse, en donde desplegó el astromóvil Sojourner.